# Patrícia Rodrigues
Patrícia Emídio Rodrigues (* 6. November 1997 in Coimbra, Portugal) ist eine portugiesische Handballspielerin.

## Karriere
Patrícia Rodrigues spielte anfangs bei JAC Alcanena, mit dem sie in den Spielzeiten 2013/14 und 2014/15 am EHF Challenge Cup teilnahm. Im Jahre 2015 wechselte die Außenspielerin zum deutschen Bundesligisten HSG Blomberg-Lippe. Zur Saison 2019/20 wechselte sie zum portugiesischen Verein Benfica Lissabon. Mit Benfica gewann sie 2022 die portugiesische Meisterschaft. Im selben Jahr schloss sie sich dem Ligakonkurrenten Madeira Andebol SAD an. Im Sommer 2024 kehrte sie zu Benfica Lissabon zurück. Mit Benfica gewann sie 2025 die portugiesische Meisterschaft und den portugiesischen Pokal.
Patrícia Rodrigues nahm mit der portugiesischen Jugend- und Juniorinnennationalmannschaft an der U-17-Europameisterschaft 2013, an der U-19-Europameisterschaft 2013, an der U-18-Weltmeisterschaft 2014 und an der U-20-Weltmeisterschaft 2014 teil. Am 6. Oktober 2012 gab sie im Alter von 14 Jahren ihr Debüt für die portugiesische A-Nationalmannschaft.